# Railway mania

15 septembre 1830 : Inauguration du chemin de fer de Liverpool et Manchester (peinture de Alfred Bowyer)

La Railway mania est une période-clé de la Révolution industrielle et de l'histoire boursière, caractérisée par un investissement massif dans les sociétés de chemin de fer. Elle fait suite, trente ans plus tard, à la Canalmania, époque de spéculation sur les sociétés creusant et exploitant des canaux pour la navigation fluviale. Les années 1920 connaîtront à leur tour la Mégawatt mania et la Radiomania, un double attrait pour les sociétés de production d'électricité et fabricants et diffuseurs de radios.
L'intérêt financier et industriel pour le chemin de fer, dont l'essor entraîne celui de la sidérurgie, se traduit par deux périodes de forte expansion, la croissance économique mondiale des années 1830, très forte en Angleterre, puis la croissance économique mondiale des années 1850.

## Histoire

### Les débuts en 1825
L'Angleterre est la première région touchée par la « Railway mania », avec une avance spectaculaire : elle disposait en 1840 d'un ratio de 225 kilomètres de rail exploité par million d'habitants alors que la France n'en avait que 15 fois moins, soit 17 kilomètres par million d'habitants en 1841. 
Le chemin de fer de Stockton et Darlington fut la première ligne de chemin de fer à utiliser des locomotives à vapeur et à transporter des voyageurs. Elle est mise en service en 1825 en Angleterre dans le comté de Durham. Son succès entraîne un engouement pour le secteur : sur les 115 introductions en Bourse de Londres de 1825, juste avant la Crise boursière de 1825, pas moins de 20 venaient du rail.
Dès le 15 septembre 1830 ouvre la première ligne interurbaine entièrement à vapeur avec horaires réguliers, la Liverpool and Manchester Railway, qui a coûté 637 000 sterling, soit 53 millions de sterling de 2012. Londres est reliée à Birmingham en 1838 et en 1840, le réseau ferré britannique comprend déjà 3 000 km de lignes, amenant la création du Her Majesty's Railway Inspectorate.
La France suit la Grande-Bretagne avec un retard d'une décennie, même si dès 1827 est ouverte la ligne de Saint-Étienne à Andrézieux et qu’en 1830, une première locomotive Seguin assure la traction de quelques trains de marchandises sur la section Grand’Croix - Givors de la ligne de Saint-Étienne à Lyon. Il faut attendre le 8 décembre 1836 pour voir la première société ferroviaire cotée en Bourse de Paris[réf. souhaitée], la ligne Paris - Saint-Germain-en-Laye, six ans après l'entrée à Wall Street de la Mohawk and Hudson Railroad. Un premier krach des actions ferroviaires suit la panique de 1837, tandis que la crise des sociétés ferroviaires s’aggrave momentanément en 1841.

### Les années 1840
La spéculation financière commerciale et technologique sur le chemin de fer est couverte par plus de vingt journaux et publications au début des années 1840 en Angleterre, dont huit hebdomadaires, pour la plupart financées par de la publicité, contre trois avant 1840. 
Elle débouche sur des investissements massifs à partir de 1844 : en seulement deux ans, 5 700 kilomètres de lignes sont construits en Angleterre et 960 kilomètres en France, par des sociétés privées, l’État achetant les terrains, afin d’assurer une visibilité et d'abaisser le coût total de l’investissement. Au total, 10 010 kilomètres de rail sont posés en trois ans en Angleterre entre 1844 et 1846 soit plus de la moitié du réseau actuel britannique, évalué à 18 000 kilomètres. Une bourse est fondée en 1845 à York par des passionnés de technologie, le chemin de fer étant suivi par plus de vingt journaux anglais. 
Dès 1840, le parlement anglais vote une loi spécifique l’Act for Regulating Railways qui donne le pouvoir à un bureau de nommer des inspecteurs chargés de vérifier les conditions de sécurité : Her Majesty's Railway Inspectorate. George Hudson (industriel) pousse à la formation de la Railway Clearing House, plate-forme d’échange permettant de mutualiser les coûts administratifs entre les lignes, opérationnelle le 2 janvier 1842. Les énormes quantités d’acier nécessaires donnent une formidable visibilité sur leurs chiffres d’affaires aux sidérurgistes anglais, qui investissent massivement pour réaliser des économies d’échelle. La Midland Bank de Charles Geach investit dans les fournisseurs d'acier, comme la Park Gate iron manufacturing company de Rotherham. En 1844, une autre loi fixe des règles minimum à respecter, en particulier concernant les wagons pour les passagers de 3e classe : c’est le Railway Regulation Act du 9 août 1844, à l’origine de ce que les Anglais appellent alors les « trains parlementaires ». En France, la loi sur le rail de 1842 prévoit une concession de quarante ans aux compagnies candidates. Les investisseurs sont cependant plus frileux et redoutent la concurrence. Pour l'empêcher, on crée en France des lignes ferroviaires « à embranchement », permettant à la même compagnie de desservir toute une région, via deux subdivisions desservies par un même embranchement, alors que l'Angleterre privilégie la coopération entre compagnies, y compris celles qui sont concurrentes. Dès janvier 1842, une loi britannique crée la Railway Clearing House, qui mutualise les coûts (billets, contrôles, reversements d'une compagnie à l'autre) et institue des tarifs différenciés. Moins rentables mais plus prometteuses, les petites compagnies complètent les grandes, pour un maillage optimal du territoire. 
Ce système s'emballe en 1845, quand 248 sociétés ferroviaires sont autorisées par le parlement anglais contre 37 en 1844 et 24 en 1843. Jusqu'à la fin de l’année 1845, la plupart des actionnaires étaient gagnants : les actions anglaises ont en moyenne doublé leur cours depuis l'émission ; leurs bénéfices représentant en moyenne 5,5 % du capital investi, et même, pour trois des grandes 10 % à 15 %, même si des dizaines de sociétés plus petites ne gagnent pas d’argent.
Mais dès juillet 1845, les journaux anglais, comme le tout-puissant Times de Londres, estiment qu’ « un krach est inévitable ». Ces avertissements ne sont pas entendus et en janvier 1846, six mois après, l'indice des actions anglaises atteint son sommet puis se maintient à un niveau proche pendant près d’un an et demi, jusqu'en avril 1847, qui voit le Krach de 1847 se déclencher, en France comme en Angleterre.
Son premier déclencheur est un durcissement des politiques monétaires qui voit, le 14 janvier 1847, le taux d'escompte français passer de 4 % à 5,5 %, et le taux anglais de 3 % à 3,5 %, puis le 21 janvier 1847 le Taux d'escompte anglais remonter de 3,5 % à 4 %, avant de remonter à 5 % en avril 1847 ;
Malgré le dégonflement de la bulle, le réseau anglais, bâti dans la précipitation, reste morcelé. Même en 1850, trois ans après le Krach de 1847, il subsistait outre-Manche 200 compagnies ferroviaires différentes.

## Chronologie
- 19 avril 1821 : loi autorisant la ligne du Chemin de fer de Stockton et Darlington sur 40 km
- 1823 : John Rennie créé une société pour une ligne de Londres à Birmingham via Oxford et Banbury
- 1825 : Henri Navier conçoit un projet entre Paris et Le Havre, examiné par l’Académie des sciences le 1er mai 1826
- 27 septembre 1825 : ouverture de la ligne du Chemin de fer de Stockton et Darlington sur 40 km
- 17 décembre 1825 : Crise boursière de 1825 après l'entrée à la bourse de Londres de 25 sociétés ferroviaires
- mai 1826 : le parlement adoube la Liverpool and Manchester Railway, 4233 actions et 308 actionnaires pour 56 km
- 1826 : pétition pour l'autorisation de la Grand Junction Railway
- 30 juin 1827 : la Ligne de Saint-Étienne à Andrézieux ouvre sur 18 km, traction animale du charbon, un million en 200 actions
- 15 septembre 1830 : ouverture de la Liverpool and Manchester Railway, horaires réguliers sur 56 km, à 40 km/h avec la Fusée de Stephenson, construite en 1829 à l'occasion du concours de Rainhill
- juillet 1830 : la Compagnie du chemin de fer de Saint-Étienne à Lyon ouvre sur Grand’Croix - Givors (22 km), montée des wagonnets à charbon vides par traction hippomobile, descente par gravité
- novembre 1831 : un chemin de fer de Paris à Pontoise est concédé à François-Noël Mellet et Charles-Joseph Henry[16] et au baron de Ruolz avec possibilité de prolongement vers Rouen, puis vers Dieppe.
- 4 avril 1833 : la Ligne de Saint-Étienne à Lyon ouverte en totalité, sur 50 km
- de 1835 à 1847: le parlement examine 10 projets de Chemin de fer de Paris à la mer.
- 4 janvier 1837 : la Grand Junction Railway ouvre sur 138 km, reliée aux 56 km de la Liverpool and Manchester Railway
- 24 août 1837 : inauguration de la Ligne de Paris-Saint-Lazare à Saint-Germain-en-Laye (sur 17 km jusqu'au Pecq)
- 18 août 1838 : formation du Compagnie du chemin de fer de Paris à Orléans avec 40 millions de francs de capital
- 17 septembre 1838 : ouverture de la Chemin de fer de Londres à Birmingham sur 180 km, total de 284 km jusqu'à Liverpool
- 1840: création de Her Majesty's Railway Inspectorate
- 18 août 1840 : la Compagnie des Mines de la Grand’Combe et des chemins de fer du Gard ouvre entre Nîmes et La Grand-Combe, sur 49 km
- 20 septembre 1840 : la Compagnie du chemin de fer de Paris à Orléans arrive à Corbeil sur 28 km
- 15 septembre 1841 : la Compagnie du chemin de fer de Strasbourg à Bâle ouverte jusqu'à Saint-Louis (134 km), plus longue ligne de France.
- 2 janvier 1842 : ouverture de la Railway Clearing House anglaise
- début 1842: chute du prix de l'acier à rail, de 10 à 5 sterling la tonne
- 11 juin 1842 : Loi relative à l'établissement des grandes lignes de chemin de fer en France
- 30 avril 1843 : la Compagnie du chemin de fer de Paris à Orléans ouvre sur 112 km
- 3 mai 1843 : la ligne du Chemin de fer de Paris à la mer ouvre sur 127 km jusqu'à Rouen, par l'ingénieur anglais Joseph Locke
- 9 août 1844 : le Railway Regulation Act créé les « trains parlementaires », protégeant les passagers de 3e classe
- 20 septembre 1845 : création de la Compagnie des chemins de fer du Nord, capital de 200 millions et 20 000 actionnaires
- 7 janvier 1846 : ouverture du tronçon Paris - Pontoise
- 1er avril 1846 : ouverture des tronçons Arras - Lille et Arras - Valenciennes ;
- 18 juin 1846 : ouverture du dernier tronçon Clermont - Arras
- 9 janvier 1846: effondrement du Viaduc de Barentin
- 22 mars 1847 : prolongement de Rouen au Havre (94 km)[17]
- avril 1847 : krach de 1847